# Scotts Hill
Scotts Hill est une municipalité américaine située dans les comtés de Decatur et de Henderson au Tennessee.

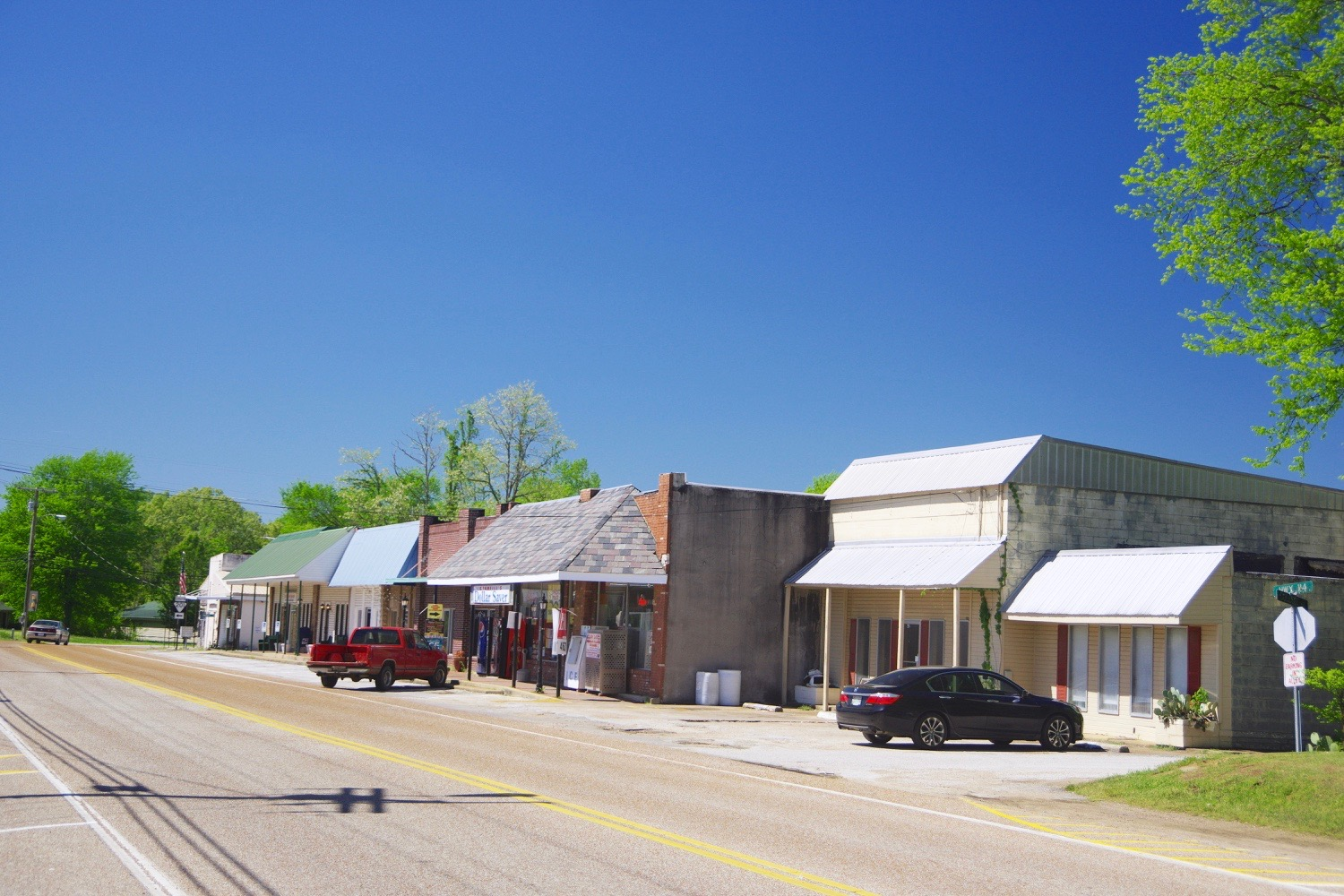
Entreprises le long de la SR 114

Selon le recensement de 2010, Scotts Hill compte 984 habitants sur une superficie de 3,77 milles carrés (9,76 km2). La majorité du bourg s'étend dans le comté de Henderson qui accueille 623 de ses habitants sur 2,65 milles carrés (6,86 km2).
La localité est fondée en 1825 par Charles Austin. Elle nommée en l'honneur de Micajah Scott, un commerçant local originaire de Caroline du Nord. Scotts Hill devient une municipalité en 1917.